# 344
Năm 344 là một năm trong lịch Julius.